# سول سیورز
سول سیورز(به انگلیسی: Soulsavers) (همچنین به عنوان The Soulsavers Soundsystem شناخته می‌شود) یک تیم تولید و ریمیکس انگلیسی-آمریکایی که متشکل از ریچ مکین و ایان گلور است. صدای الکترونیکی داون تمپو سول سیورز از سبک‌های راک، گاسپل، سول و کانتری تأثیر پذیرفته است. این دوئت تا به امروز، شش آلبوم منتشر کرده است.

## تاریخچه شکل‌گیری

### همکاری با جاش هادن :Tough Guys Dont Dance (۲۰۰۰–۲۰۰۵)
پس از یک سری انتشار موفق ئی‌پی در سال‌های ۲۰۰۰–۲۰۰۲، در سال ۲۰۰۳ آنها اولین آلبوم استودیویی خود را ضبط کردند. خواننده و نویسنده سه آهنگ از نه آهنگشان، جاش هادن - نوازنده بیس و خواننده اسپانیایی بود. این انتشار چه از نظر تجاری و چه از نظر انتقادی موفقیت‌آمیز نبود. پس از انتشار آلبوم چند آهنگه "Closer" در سال ۲۰۰۴، نوازندگان به میکس آهنگ برای هنرمندان دیگر مشغول شدند.

### همکاری با Mark Lanegan: Its Not How Far You Fall, Its Way You Land and Broken (۲۰۰۶–۲۰۰۹)
در سال ۲۰۰۶، همکاری با خواننده، نوازنده و ترانه‌سرای آمریکایی - مارک لنگن آغاز شد. در آلبوم It's Not How Far You Fall, It's the Way You Land، آواز او در هشت آهنگ از یازده آهنگ، و همچنین به عنوان یکی از نویسندگان پنج آهنگ برجسته شده است. علاوه بر این، این آلبوم بازسازی آهنگ لنگان "Kingdoms of Rain" را دارد که در ابتدا در آلبوم او به نام Whisky for the Holy Ghost در سال ۱۹۹۴ منتشر شد. سول سیورز آلبومی را در انگلستان ضبط کرد و لنگن آواز خود را در لس آنجلس تکمیل کرد.
در آلبوم بعدی Broken که در سال ۲۰۰۹ منتشر شد، آواز لنگن در ۹ آهنگ از سیزده ترانه به نمایش درآمد و او در نویسندگی هشت آهنگ مشارکت داشت. Broken در ۱۷ اوت ۲۰۰۹ منتشر شد. موسیقی‌دانان برجسته دیگری مانند مایک پاتن (از فیث نو مورو سایر پروژه‌ها)، جیسون پیرس (از Spiritualized and Spacemen 3)، ریچارد هاولی و گبی هاینز (از بات هول سرفرز) نیز در این آلبوم حضور دارند. تک‌آهنگ بدون آلبوم «Sunrise»، آهنگی که توسط لنگن نوشته شده و توسط ویل اولدهام خوانده شده است، قبل از انتشار آلبوم در ۳ اوت ۲۰۰۹ منتشر شد. The B-side یک کاور از "You Will Miss Me When I Burn" از برادران قصر است که توسط اولدهام نوشته شده و توسط لنگن خوانده شده است که در آلبوم Broken نیز حضور دارد.
این زوج همچنین به عنوان آهنگسازنیز کار کرده‌اند.
آهنگ آنها "Revival" که در قسمت ۲۲ نوامبر ۲۰۰۷ سریال آناتومی گری با عنوان " Crash into Me " پخش شد. این آهنگ همچنین در قسمت ۱۰ دسامبر از Friday Night Lights با عنوان "Giving Tree" پخش شد. همچنین در فیلم اسنوبوردی That's It, That's All نمایش داده شده است. Revival همچنین در تریلر فیلم واعظ مسلسل به دست در سال ۲۰۱۱ به نمایش درآمد. "Kingdoms of Rain" در قسمت "حقیقت یا پیامدهاً از سریال به من دروغ بگو که در ۵ اکتبر ۲۰۰۹ پخش شد، ظاهر شد. آنها در طول دوره اروپایی تور کیهان خود در اواخر سال ۲۰۰۹ از گروه دپش مد پشتیبانی کرد.

### همکاری با دیو گاهان:The Light the Dead See, Angels & Ghosts and Imposter (۲۰۱۰-اکنون)
در اکتبر تا دسامبر ۲۰۰۹، سول سیورز طی توری در حمایت از آلبوم خود به نام صداهای جهان از دپش مد پشتیبانی کرد. ایده همکاری بین اعضای گروه و دیو گاهان، خواننده دپش مد در سال ۲۰۱۲ در آلبوم The Light the Dead See، متشکل از ده آهنگ و دو قطعه ابزاری شکل گرفت. گاهان برای تمام آهنگ‌های آلبوم اشعار نوشت و آواز اصلی را به عهده داشت.
اطلاعاتی در ابتدای می ۲۰۱۳ در توییترانتشار یافت مبنی بر اینکه سول سیورز شروع به کار بر روی پنجمین آلبوم استودیویی خود کرده است. در ۱۴ ژانویه ۲۰۱۴ این اطلاعات در وب سایت طرفداران دپش مد تأیید شد، که در آن اعلام شد که خوانندگی این اثر دوباره توسط دیو گاهان ارائه خواهد شد.. تقریباً یک سال بعد (۵ ژانویه ۲۰۱۵) اطلاعیه ای در وب سایت هواداران آلمانی depechemode.de ظاهر شد. تأیید کرد که ریچ مکین و ایان گلور و گاهان قرار بود در اواسط ژانویه کار خود را در استودیو آغاز کنند و آلبوم جدید در اواخر سال ۲۰۱۵ منتشر شد. در نتیجه، دیسک در اکتبر ۲۰۱۵ با نام Angels &amp; Ghosts منتشر شد و در حمایت از آن، نوازندگان دو تک آهنگ - «همه این و هیچ چیز» و «درخشش» را منتشر کردند. علاوه بر این، یک تور کوچک در حمایت از آلبوم جدید (برای اولین بار با گاهان) برگزار شد.
اندکی پس از یک سری کنسرت در حمایت از آلبوم Angels &amp; Ghosts، گروه آلبوم Kubrick متشکل از هشت قطعه کاملاًبی کلام (برای اولین بار در تاریخ پروژه) را منتشر کردند. پس از آن گروه فعالیت خود را به حالت تعلیق درآورد.
در آغاز سال ۲۰۲۰، دیو گاهان با نوازنده شمال شرق انگلیس، پروژه انسان دوستی راب مارشال، به عنوان مهمان در آهنگ "Shock Collar" درگیر بود. در یک مصاحبه دو قسمتی در رادیو ۶ در فوریه ۲۰۲۰ در رابطه با Humanist، گاهان همچنین اظهار داشت که با هدف انتشار آلبومی تا پایان سال ۲۰۲۰ دوباره با سول سیورز همکاری خواهد کرد.
در ۸ اکتبر ۲۰۲۱، یک بیانیه مطبوعاتی بیان کرد: گاهان و سول سیورزآلبوم جدید IMPOSTER را در ۱۲ نوامبر معرفی کردند. Imposter مجموعه ای از آهنگ‌های پیشین گاهان و سول سیورز است. که مجدد تنظبیم شده‌اند. Imposter بازتابی از زندگی دیو است، داستانی که توسط دیگران روایت می‌شود، اما با صدای متمایز خودش.

## آلبوم‌شناسی

### آلبوم‌ها
- بچه‌های سرسخت نمی‌رقصند (۱۳ اکتبر ۲۰۰۳)
- این مهم نیست که چقدر زمین‌می‌خوری، راهی است که فرود می‌آیی (۲ آوریل ۲۰۰۷)
- شکسته (۱۷ اوت ۲۰۰۹)
- نور مردگان را می‌بیند (۲۱ مه ۲۰۱۲)
- فرشتگان و ارواح (۲۳ اکتبر ۲۰۱۵)
- کوبریک (۴ دسامبر ۲۰۱۵)
- Imposter (12 نوامبر ۲۰۲۱)

### تک آهنگ‌ها و ای پی‌ها
- شروع دیدن تاریکی EP (27 مه ۲۰۰۲)
- "آهنگ انقلاب" (۳۱ مارس ۲۰۰۳)
- نزدیک ترEP (22 نوامبر ۲۰۰۴)
- "احیا" (۳۰ آوریل ۲۰۰۷)
- "سلطنت باران" (۲۰ اوت ۲۰۰۷)
- "طلوع آفتاب" (۳ اوت ۲۰۰۹)
- "زنگ مرگ" (۱۴ سپتامبر ۲۰۰۹)
- "تکه‌های نامتعادل" (۲ نوامبر ۲۰۰۹)
- "برخی سوء تفاهم" (۲۲ مارس ۲۰۱۰)
- "طولانی‌ترین روز" (۲ آوریل ۲۰۱۲)
- "مرا به خانه بازگردان " (۲۰ اوت ۲۰۱۲)
- "همه این و هیچ" (۱۱ سپتامبر ۲۰۱۵)
- "درخشش" (۱۰ دسامبر ۲۰۱۵)
- "قلب فلزی" (۰۸ اکتبر ۲۰۲۱)

### ریمیکس ها/بازسازی‌ها
- 2001 - Starsailor - «نیک کالبدان»
- 2002 - Doves - «ماهواره‌ها»
- 2002 - Starsailor - «احمق گمراه»
- 2003 - Broadway Project - «صوفی»
- 2004 - Starsailor - «چهار تا طبقه»
- ۲۰۰۵ - مادرز آو اینونشن - «بخاطر من بگو»
- ۲۰۱۷ – دپش مد - «قلب سمی»